# Luka Sučić (plemić)
Luka Sučić (Bila kod Livna, 1648. – ?)  je bio bački hrvatski plemić, vojskovođa i graničarski kapetan, zapovjednik grada Subotice.
Iz obitelji je starog hrvatskog plemstva Sučića koje je podrijetlom iz livanjskog kraja. 
Izvori navode da je rođen u "Albani u Bosni" (oko 1648.), što je Bila (lat. alba = bijela) kod Livna. Predvodio je seobu Hrvata u Bačku.
Bio je vojskovođom bunjevačkih Hrvata u borbi protiv Turaka u Bačkoj (1687. – 1688.). U tom su se ratu istakli i Juraj Vidaković i Dujam Marković. Istakao se u bitci kod Sente.
Potvrdu o plemstvu svoje obitelji obitelji Sučić dobio je 1690. godine. Plemstvo su mu u Bačkoj županiji potvrdili 1718. godine.
Darovnica o Pačiru svjedoči da mu je obitelj 1810. godine dobila pridjevak de Pascer (Pačirski). Potomci njegove obitelji žive u Subotici i Zagrebu, a prezimena su im oblika Sučić i Sučić-Pačirski.